# Adelir de Carli
Adelir Antônio de Carli (1966–2008) byl brazilský katolický kněz, známý především tím, že zemřel při pokusu překonat světový rekord v letu na křesle neseném dětskými balónky.

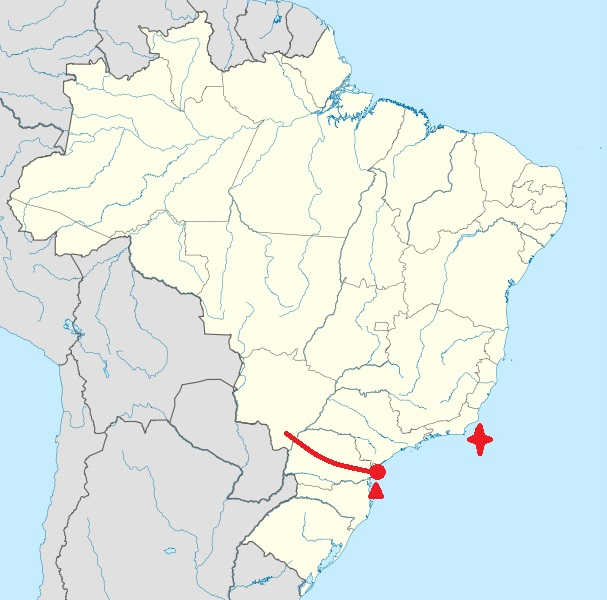
Trasa de Carliho letu.

O let na balóncích usiloval delší dobu. Při prvním větším pokusu doletěl ke hranicím Argentiny.
Dne 20. dubna 2008 se vznesl na křesle neseném 600 balónky. Po dosažení výšky 6000 metrů s ním bylo ztraceno spojení. V té době letěl nad oceánem. Ač po něm druhý den začalo pátrat brazilské námořnictvo, nebyl nalezen. Jeho tělo nalezla naftařská loď až 2. července 2008 zhruba 100 km od brazilského pobřeží.